# Rasánt járás (Hövszgöl)
Rasánt járás (mongol nyelven: Рашаант сум) Mongólia Hövszgöl tartományának egyik járása. Területe 2000 km². Népessége kb. 3500 fő.
Székhelye Rasánt (Рашаант), mely 170 km-re fekszik Mörön tartományi székhelytől.